# .edu
.edu는 인터넷의 도메인 네임 시스템의 sTLD이다. 2001년 이후로 도메인 신규 등록자들의 필수 조건은 미국 소재의 고등 교육 기관이어야 한다는 점이다. 그 이전까지는 미국 소재가 아닌 교육기관, 심지어는 비교육기관을 포함했으며 이들은 지금까지도 등록을 유지하고 있다.

## 역사
.edu 도메인은 1985년 4월 일반 최상위 도메인의 하나로 구현되었다. 6개의 대학들이 이 달 최초의 등록 기관이 되었다.
2001년까지 네트워크 솔루션스는 미국 상무부의 준비를 통해 .edu 도메인의 등록을 도맡았다. 교육 기관에 대해서 도메인 등록은 비용이 들지 않는다. 2001년에 미국 상무부는 에듀코즈(Educause)가 .edu 도메인 등록을 맡도록 5년 계약을 맺었다. 에듀코즈와의 계약은 2006년에 5년 더 추가 연장되었다. 당시 에듀코즈는 연간 관리 비용을 등록자들에게 부과할 수 있는 권한을 부여받았다.
.edu 도메인은 원래 전 세계 교육 기관을 대상으로 고안되었다. 그러나 .edu 등록을 한 기관 대부분이 미국에 소재하였고 미국에 소재하지 않은 교육 기관은 일반적으로 국가 레벨의 도메인을 사용하였다. 1993년에 존 포스텔은 .edu 도메인의 새로운 등록을 4년 중등 과정 후 교육 기관으로 제한하는 결정을 내렸다. 이로써 커뮤니티 칼리지와 4년 미만의 중등 과정 후 기타 교육 기관들의 등록이 막히게 되었다.
1990년대의 제한은 완전히 효력을 발휘하지는 못했다. 샌프란시스코 과학 박물관 Exploratorium의 웹마스터는 2006년에 회상하기를 1990년대 초 당시 이 박물관이 .edu 도메인 이름을 취득했는데 당시 약 600개의 웹사이트와 박물관을 위한 하나의 웹사이트가 있었다. 이 박물관의 인터넷 등록자는 학술 기관이 아님에도 12자 이상을 사용함과 더불어 .edu 확장을 사용하여 도메인 명명 규칙을 회피할 수 있었다. 일부 커뮤니티 칼리지들은 1993년 이후 .edu 이름을 등록한 것으로 보고되었다. 1999년에 마더 어스 뉴스(Mother Earth News)의 기사는 원격 교육의 권위자를 인용하면서 "$70의 비용만 내면 누구든지 .edu 도메인 이름을 등록할 수 있고 인터넷의 어떠한 부류의 사업을 보관하기 위해 사용할 수 있다"고 언급하였다.
2001년에 .edu 도메인은 미국 소재의 중등 과정 후 교육 기관으로 제한되었다. 이후의 변경을 통해 4년 기관 이상으로 확장되면서 자격이 있는 커뮤니티 칼리지 및 대학교 시스템, 커뮤니티 칼리지 학구, 비슷한 기관의 등록을 허용하였다.
2004년부터 2011년까지 .edu 도메인으로 등록된 이름의 수는 상대적으로 지속성을 유지하였는데, 어느 때든지 7,000곳 이상 8,000곳 미만을 유지했다.

## 관련 도메인
수많은 국가들이 .edu 최상위 도메인과 동일한 목적을 가진 자신들만의 국가 코드 최상위 도메인 내에서 .edu나 .ac 이름공간을 운영하고 있다. 미국에서 커뮤니티 칼리지와 기술, 직업 관련 학교들 또한 .cc<state>.us, .tec.<state>.us 관련 이름공간 하에서 4차 도메인을 등록하는 선택권이 있지만 초등 및 중등 학교들과 학구들은 .k12.<state>.us 이름공간으로 등록할 수 있다.
2015년 9월, .college 최상위 도메인은 자격이 되지 않는 기관이라든지 미국 밖의 기관처럼 .edu의 까다로운 기준에 부합하지 않는 조직의 옵션으로 등장했다.